# Communauté d’agglomération du Lac du Bourget

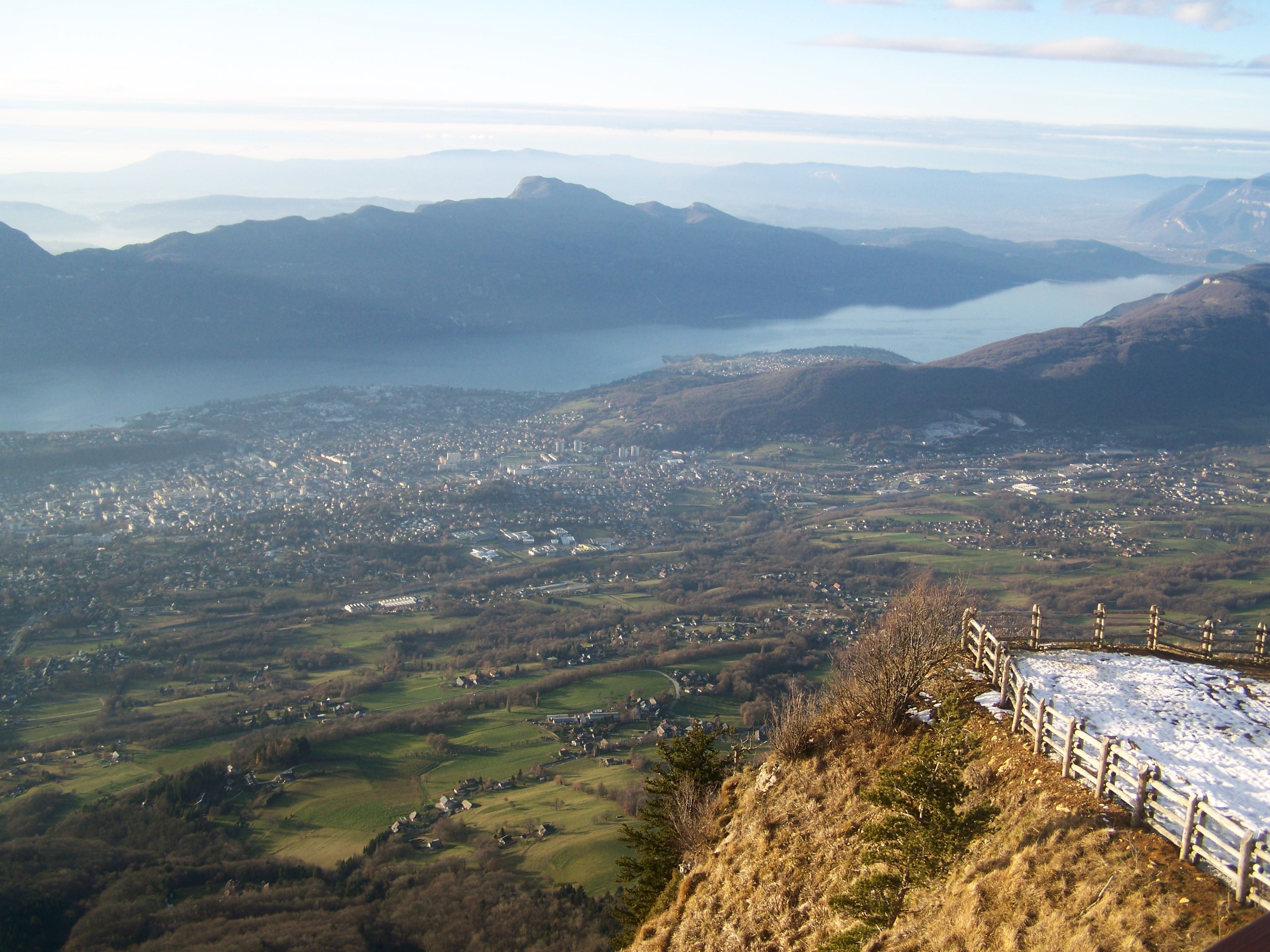
Blick auf Aix-les-Bains und Umgebung

Die Communauté d’agglomération du Lac du Bourget ist ein ehemaliger französischer Gemeindeverband mit der Rechtsform einer Communauté d’agglomération im Département Savoie.
Der Gemeindeverband im Nordwesten des Département Savoie bestand aus 17 Gemeinden auf einer Fläche von 172,8 km2. Sein Name bezog sich auf den Lac du Bourget, an dessen Ostufer die Kleinstadt Aix-les-Bains liegt, die auch den Verwaltungssitz beherbergte.

## Aufgaben
Die Mitgliedsgemeinden hatten sehr weitreichende Kompetenzen an den Verband abgetreten. Zu den vorgeschriebenen Kompetenzen gehörten die Entwicklung und Förderung wirtschaftlicher Aktivitäten und des Tourismus sowie die Raumplanung auf Basis eines Schéma de Cohérence Territoriale. Der Gemeindeverband steuerte die Wohnungspolitik (inklusive Sozialwohnungen). Er betrieb Straßenmeisterei, Parkraumbewirtschaftung und Rettungsdienste und war in allen Umweltbelangen wie Trinkwasserversorgung, Abwasseraufbereitung, Lärmschutz, Luftreinheit, Müllabfuhr und Müllentsorgung aktiv. Im Infrastrukturbereich war der Verband für den öffentlichen Nahverkehr und Schulbusverkehr zuständig.

## Historische Entwicklung
Die interkommunale Zusammenarbeit im Bereich von Aix-les-Bains begann 1954 mit dem Zweckverband Syndicat Intercommunal du Lac du Bourget (SILB). Aus diesem entstand Ende 2001 eine Communauté de communes. Das Gesetz vom 12. Juli 1999 erlaubt es, dass Gemeindeverbände mit mehr als 50.000 Einwohnern in eine Communauté d’agglomération umgewandelt werden können, die gegenüber einer Communauté de communes erweiterte Kompetenzen hat. Ende 2006 vollzog die Communauté de communes du Lac du Bourget diese Umwandlung.
Mit Wirkung vom 1. Januar 2017 fusionierte der Gemeindeverband mit der Communauté de communes du Canton d’Albens und der Communauté de communes de Chautagne und bildete so die Nachfolgeorganisation Grand Lac – Communauté d’agglomération du Lac du Bourget.

## Ehemalige Mitgliedsgemeinden
Folgende 17 Gemeinden gehörten der Communauté d’agglomération du Lac du Bourget an:
| Gemeinde                    | Einwohner 1. Januar 2022 | Fläche km² | Dichte Einw./km² | Code INSEE | Postleitzahl |
| --------------------------- | ------------------------ | ---------- | ---------------- | ---------- | ------------ |
| Aix-les-Bains               | 32.175                   | 12,6       | 2.554            | 73008      | 73100        |
| Bourdeau                    | 579                      | 4,8        | 121              | 73050      | 73370        |
| Brison-Saint-Innocent       | 2.443                    | 8,8        | 278              | 73059      | 73100        |
| Drumettaz-Clarafond         | 3.016                    | 11,4       | 265              | 73103      | 73420        |
| Grésy-sur-Aix               | 4.633                    | 12,7       | 365              | 73128      | 73100        |
| La Chapelle-du-Mont-du-Chat | 267                      | 7,1        | 38               | 73076      | 73370        |
| Le Bourget-du-Lac           | 5.077                    | 20,1       | 253              | 73051      | 73370        |
| Méry                        | 2.143                    | 9,1        | 235              | 73155      | 73420        |
| Montcel                     | 1.090                    | 15,2       | 72               | 73164      | 73100        |
| Mouxy                       | 2.291                    | 6,3        | 364              | 73182      | 73100        |
| Ontex                       | 92                       | 4,6        | 20               | 73193      | 73310        |
| Pugny-Chatenod              | 1.060                    | 5,4        | 196              | 73208      | 73100        |
| Saint-Offenge               | 1.163                    | 7,9        | 147              | 73263      | 73100        |
| Tresserve                   | 2.927                    | 2,8        | 1.045            | 73300      | 73100        |
| Trévignin                   | 861                      | 6,9        | 125              | 73301      | 73100        |
| Viviers-du-Lac              | 2.282                    | 3,9        | 585              | 73328      | 73420        |
| Voglans                     | 1.998                    | 4,6        | 434              | 73329      | 73420        |